# Równe (województwo zachodniopomorskie)
Równe – osada w Polsce położona w województwie zachodniopomorskim, w powiecie szczecineckim, w gminie Grzmiąca.
Na wschód od wsi przepływa struga Łozica, która uchodzi dalej do Perznicy.